# 2006 en numismatique
Chronologie de la numismatique
- 2005 en numismatique - 2006 en numismatique - 2007 en numismatique

Cet article présente les faits marquants de l'année 2006 en numismatique.

## Principaux événements numismatiques de l'année 2006

### Par dates

#### Janvier
- 1er janvier 2006 : 
  -  Azerbaïdjan : réévaluation du manat : 1 nouveau manat (AZN) = 5 000 anciens manats (AZM).
  -   Monaco : émission d'une nouvelle série de pièces en euros, la deuxième depuis 1999 et la première à l'effigie du nouveau prince, Albert II, à la suite du décès de son père et prédécesseur le prince Rainier III le 6 avril 2005.
  -   Vatican : émission d'une nouvelle série de pièces en euros, la troisième depuis 1999 et la première à l'effigie du nouveau pape, Benoît XVI, qui avait été élu le 19 avril 2005 à la suite du décès de son prédécesseur le pape Jean-Paul II le 2 avril 2005.
- 31 janvier 2006 : 
  -  États-Unis : émission de la pièce du Nevada de la série de 1/4 de dollar des 50 États.

#### Février
- 3 février 2006 :
  -   Allemagne : émission de la ?e pièce commémorative de 2 euros du pays et 1re sur 16 de la série des Länder, consacrée au land du Schleswig-Holstein[1]. Sur cette pièce est représentée la porte de Holstein (Holstentor) de Lübeck[1].

#### Avril
- 3 avril 2006 : 
  -  États-Unis : émission de la pièce du Nebraska de la série de 1/4 de dollar des 50 États.

#### Juin
- 14 juin 2006 : 
  -  États-Unis : émission de la pièce du Colorado de la série de 1/4 de dollar des 50 États.

#### Août
- 28 août 2006 : 
  -  États-Unis : émission de la pièce du Dakota du Nord de la série de 1/4 de dollar des 50 États.

#### Octobre
- 11 octobre 2006 :
  -   Chypre : Présentation des pièces en euro de Chypre.

#### Novembre
- 6 novembre 2006 : 
  -  États-Unis : émission de la pièce du Dakota du Sud de la série de 1/4 de dollar des 50 États.

#### Année
- Europa Star 2006
- Liste des pièces de collection françaises en euro (2006)